# Дністровські плавні

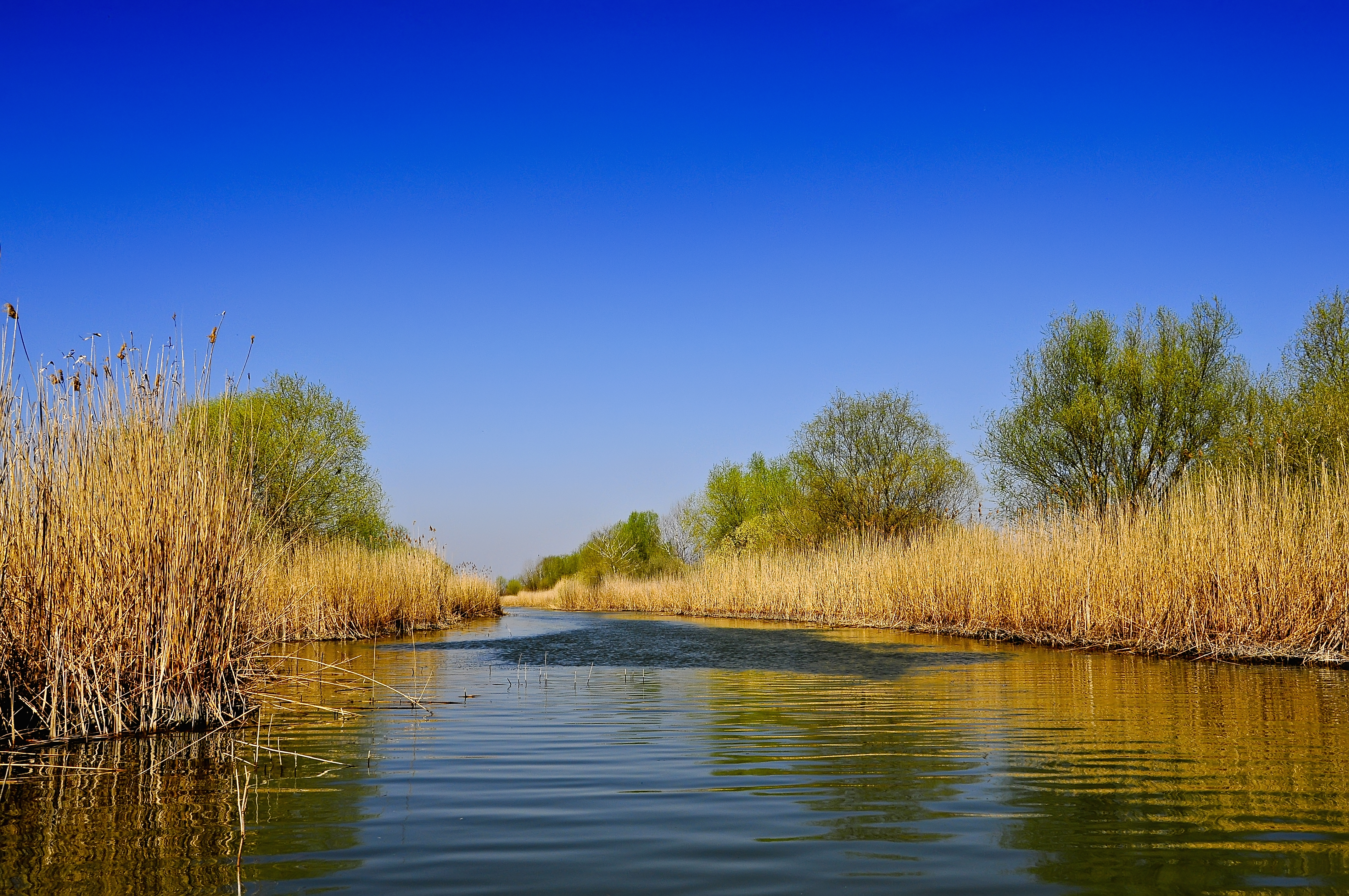
У Дністровських плавнях. Лабіринти Дністра-Турунчука

Дністровські плавні — природний комплекс, що являє собою плавні, затоки і протоки дельти Дністра на території Біляївського, Овідіопольського та Білгород-Дністровського районів Одеської області.

## Заповідні об'єкти у Дністровських плавнях
На території цього природного комплексу розташовано кілька територій та об'єктів природно-заповідного фонду України, у тому числі:
- Заповідне урочище "Дністровські плавні", площа — 7620 га. Створено 1 листопада 1993 р. З 13 листопада 2008 р. Дністровські плавні входять до заповідного комплексу Нижньодністровського НПП (Указ Президента України Віктора Ющенка);

- Національний природний парк "Нижньодністровський". пониззя Дністра були зарезервовані для створення НПП «Нижньодністровський» 10 березня 1994 (Указ Президента України № 79/94). рішення про створення НПП «Нижньодністровський» на землях Біляївського, Білгород-Дністровського та Овідіопольського районів на площі 22400 га. прийнято 11 січня 2002 р. Одеською облрадою.

## Природа
Близько 10 видів тварин, що мешкають у заповідному урочищі «Дністровські плавні» занесено до Європейського Червоного списку, понад 40 видів — до Червоної Книги України. Плавні Дністра — основне місце годівлі коровайок та жовтих чапель, також плавні є нерестовищами для багатьох видів риб.